# 群峰乡
群峰乡，是中华人民共和国湖南省怀化市洪江市下辖的一个乡镇级行政单位。

## 行政区划
群峰乡下辖以下地区：
蛇形村、杨柳村、横碧洞村、永胜村、上洞村、草鞋田村、芙蓉溪村、龙山田村、双塘村和木洒溪村。